# Severínia (ort)
Severínia är en ort i Brasilien.   Den ligger i kommunen Severínia och delstaten São Paulo, i den sydöstra delen av landet, 600 km söder om huvudstaden Brasília. Severínia ligger 588 meter över havet och antalet invånare är 13 212.
Terrängen runt Severínia är huvudsakligen platt. Severínia ligger uppe på en höjd. Närmaste större samhälle är Olímpia, 14,1 km nordväst om Severínia.
Trakten runt Severínia består till största delen av jordbruksmark. Runt Severínia är det glesbefolkat, med 17 invånare per kvadratkilometer.